# Vedyxamasten
Vedyxamasten är en TV-mast som är belägen i Vedyxa, Uppsala kommun och får sina signaler från Kaknästornet i Stockholm. Vedyxamasten är 225 m hög. Masten byggdes i mitten av åttiotalet för att ersätta Uppsalas gamla FM/TV-station Flogstamasten.
Den 28 augusti 2015 byttes den 4 ton tunga spiran (antennen) på toppen ut, efter att ha tjänat folket med signaler sedan masten togs i bruk 25 Augusti 1986. Arbetet var egentligen tänkt att gå ner föregående dag, men fick skjutas fram på grund av dåligt väder. En specialutrustad helikopter bar den tunga mastkronan till sin plats, varvid lokala nyheter rapporterade att en spektakulär syn stod att möta Uppsalaborna.